# Achirus lineatus
Achirus lineatus là một loài cá bơn được tìm thấy ở Tây Đại Tây Dương. Chiều dài thường gặp ở loài là 17 cm. Thường bị xem là cá tạp trong đánh bắt thương mại, vì thế loài này được coi là không hoặc ít có giá trị kinh tế.

## Chế độ ăn uống và môi trường sống
Loài này ăn các loài giun, động vật giáp xác và cá nhỏ. Nó chủ yếu sống ở vùng đầm phá nước lợ hay siêu mặn, hoặc trên đáy bùn cát ở cửa sông, cũng như ở khu vực duyên hải. Nó ẩn mình trong chất nền, chỉ để hở mỗi mắt nhằm theo dõi các con mồi và các kẻ săn mồi. Nó có thể dễ dàng ngụy trang trong môi trường cũng như có thể gắn với các rạn san hô và được tìm thấy ở độ sâu đến 20 m.

## Sinh sản và vòng đời

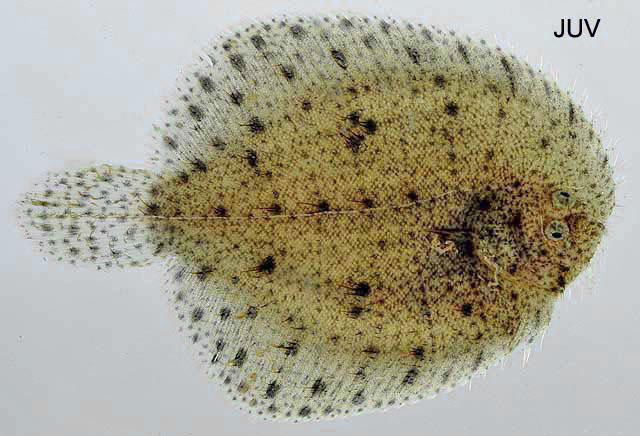
Cá con

Sinh sản dường như xảy ra quanh năm. Cá con có thời gian sống phiêu sinh ngắn ngủi, sau đó nhanh chóng chuyển sang giai đoạn sống ở đáy. Tốc độ tăng trưởng của loài chậm.

## Phân bố
Thông thường, loài này thường gặp ở vùng Tây Đại Tây Dương: Từ Florida và bắc vịnh Mexico đến miền bắc Argentina. A. lineatus là loài cá nước mặn thực sự với khả năng chịu mặn phổ rộng. Các cá thể được thu thập ở vùng nước gần như ngọt từ phần thượng cửa sông St. Lucie và Caloosahatchee, Florida.

## Các nhầm lẫn thường gặp
Kiểm tra cẩn thận cho phép phân biệt A. lineatus và các loài cá bơn Mỹ (Achiridae) mắt phải khác với tất cả các loài cá bơn xuất hiện trong cùng khu vực nhưng thuộc các họ Bothidae (cá bơn mắt trái) và Cynoglossidae, do tất cả các loài đó đều có phần bên trái ngửa lên. Các loài cá bơn mắt phải thuộc họ Pleuronectidae thông thường sinh sống trong các vùng nước lạnh hơn so với A. lineatus. Trong họ Achiridae, sự thiếu vắng các sọc dọc cơ thể là điều kiện đủ để phân biệt A. lineatus với hai loài xuất hiện cùng khu vực là Gymnachirus melas và G. texae. A. lineatus đôi khi bị nhầm lẫn với Trinectes maculatus, và được phân biệt với nó (khi tổng chiều dài trên 15 mm) ở chỗ T. maculatus hoàn toàn không có tia vây ngực. A. lineatus cũng dễ dàng phân biệt với Trinectes inscriptus ở chỗ mặt ngửa lên của cơ thể T. inscriptus được một mạng lưới các đường sẫm màu và không đều che phủ.